# 香偈
香偈（こうげ）とは善導の著書『浄土法事讃（転経行道願往生浄土法事讃）』から採った偈文（げもん）である。

## 偈文（原文）
願我身浄如香炉（がんがしんじょにょこうろ）
願我心如智慧火（がんがしんにょちえか）
念念焚焼戒定香（ねんねんぼんじょうかいじょうこう）
供養十方三世佛（くようじっぽうさんぜぶ）

## 書下し
願わくは我が身浄きこと香炉の如く
願わくは我が心智慧の火の如く
念念に戒定の香を焚きまつりて
十方三世の佛に供養したてまつる

## 大意
私の身体が香炉の様に浄らかであることを願います。
私の心が仏の智慧の火の様であることを願います。
一つひとつの思念の内に、戒と定という名の香を焚き、
十方の世界（あらゆる世界）における、三世（過去・現在・未来）のあらゆる仏を供養いたします。

## 代用文
上記の香偈の他に、遵式の著書『往生浄土懺願儀』の一部を改変した偈文を「香偈」と呼ぶ場合がある。一般的に、こちらの偈文は『法事讃』版香偈の代用文とされる。
　願此香煙雲（がんしこうえんぬん）
　徧満十方界（へんまんじっぽうかい）
　供養一切佛（くよういっさいぶつ）
　尊法諸賢聖（そんぽうしょげんじょう）
　無辺佛土中（むへんぶつどちゅう）
　受用作佛事（じゅゆうさぶつじ）
　普薫諸衆生（ふくんしょしゅじょう）
　同生安楽刹（どうしょうあんらくせつ）　　
尚、以上の偈文は以下の原文を元にして作られた。
　願此香煙雲　徧満十方界
　供養一切仏　尊法諸菩薩
　無量声聞衆　以起光明台
　過於無辺界　無辺仏土中
　受用作仏事　普薫諸衆生
　皆発菩提心